# HD 294
HD294 є  хімічно пекулярною зорею спектрального класу
A0 й має видиму зоряну величину в
смузі V приблизно  8.2.
Вона знаходиться у сузір'ї Риб й розташована на відстані близько 1130 світлових років від Сонця.